# Nordhessisches Braunkohlerevier

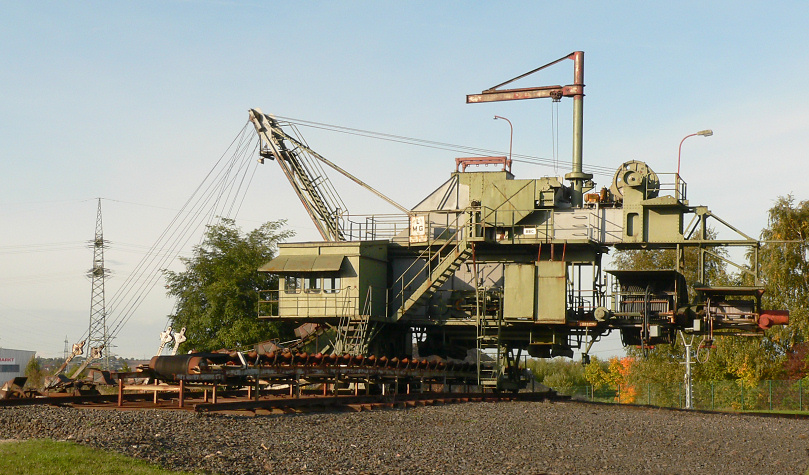
Ein Großbagger aus dem Tagebau Altenburg im Borkener Revier, heute im Hessischen Braunkohle-Bergbaumuseum

Das Nordhessische Braunkohlerevier (auch Niederhessisches oder Kasseler Braunkohlerevier genannt) war ein Bergbaurevier in Nordhessen (historisch: Niederhessen), rund um Kassel, in dem ab dem 18. bis ins 20. Jahrhundert Braunkohle und teilweise auch höherwertige Glanzkohle, anfangs in untertägigen Zechen, später im Tagebau gewonnen wurde.

## Revierverbund und -bedeutung
Die nordhessischen Zechen und Gruben bildeten wegen ihrer verstreuten Lage nur einen recht losen Verbund. Südwestlich schließt in einigem Abstand das südhessische Wetterauer Braunkohlerevier an, das manchmal mit dem Nordhessischen zum Hessischen Braunkohlerevier zusammengerechnet wird; diese Zusammenfassung ist aber zweifelhaft, da es kaum Berührungspunkte gab.
Das Nordhessische Revier war bis zum Jahr 1945 ein Bestandteil des Mitteldeutschen Braunkohlereviers. Gegenüber den großen deutschen Braunkohlerevieren in Mitteldeutschland, in der Lausitz und im Rheinland hatte das Nordhessische Revier jedoch nur eine untergeordnete, regionale Bedeutung. Dies lag vor allem daran, dass Nordhessen verkehrstechnisch schlecht erschlossen war und insbesondere der Bau von Eisenbahnlinien durch das nordhessische Mittelgebirge zu den verstreut liegenden Gruben schwierig und deshalb der überregionale Vertrieb zu kostspielig war. 
Die Braunkohle diente anfangs vor allem als Brennstoff für den Hausbrand und für Kleingewerbe, mit zunehmender Industrialisierung aber auch für die entstehende Chemische, Montan- und Schwerindustrie. Insbesondere die Henschel-Werke in Kassel waren ein wichtiger Abnehmer der Kohle. Allein zur Stahlerzeugung war die Kohle, wie Braunkohle aus anderen Revieren auch, ungeeignet. Sämtliche Bergbauunternehmen im Nordhessischen Braunkohlerevier gehörten von 1919 bis 1945 dem Mitteldeutschen Braunkohlen-Syndikat an.
Neben der Industrie diente die Kohle auch zur Versorgung von Kohlekraftwerken:
- Kraftwerk Kassel (bis 1974, dann auf Erdgas und Steinkohle umgestellt)
- Lossewerk, Kassel-Bettenhausen
- Kraftwerk Borken (bis 1991)

## Vorkommen und Bergwerke

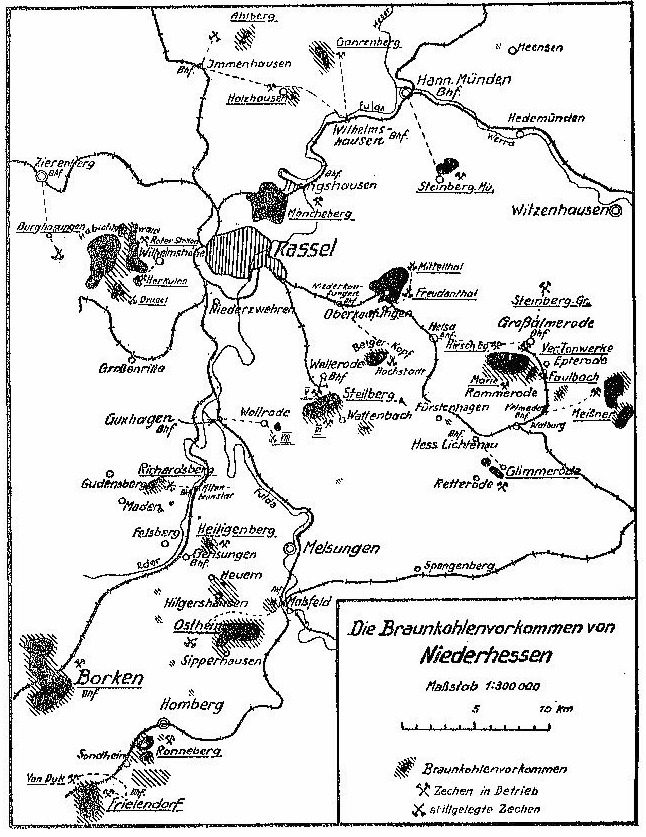
Karte des Niederhessischen Reviers (1928)

Die größten Vorkommen liegen in der Westhessischen Senke, im West- und Osthessischen Bergland:
- nördlich von Kassel, im Reinhardswald
  - am Möncheberg bei Ihringshausen (Möncheberger Gewerkschaft)
  - am Kleeberg und am Osterberg bei Holzhausen
  - am Gahrenberg
  - am Ahlberg
  - bei Neuhof-Giesel am Himmelsberg
- östlich und südöstlich von Kassel, im Fulda-Werra-Bergland
  - östlich von Kassel, im Kaufunger Wald
  - bei Kaufungen (Grube Kaufungen, heute Steinertsee)
  - am Hirschberg im Kaufunger Wald bei Großalmerode (Zeche Marie am Hirschberg, Zeche Hirschberg[3], heute Exbergsee)[4])
  - am Meißner[2] (Bransrode, Karlsstollen, Max-Bär-Stollen, Tagebau Grebestein, Tagebau Kalbe[4]) (Hoher Meißner#Bergbau am Hohen Meißner)
  - am Stellberg und am Stellbergsee in der Söhre
  - bei Hessisch Lichtenau-Retterode (Zeche Glimmerode, heute Hellkopfsee)[4]
- südlich und südwestlich von Kassel,
  - am Ronneberg bei Homberg (Efze) (Zeche Ronneberg)
  - am Mader Holz zwischen Deute und Maden (Zeche Richardsberg)
  - am Heiligenberg bei Felsberg-Gensungen (Zeche Heiligenberg)
  - bei Malsfeld-Ostheim (heute Goldbergsee)[4]
  - bei Borken (Borkener Braunkohlerevier)
  - bei Stolzenbach (Grube Stolzenbach, Tagebau Stolzenbach)
  - bei Frielendorf (Grube Frielendorf, heute Silbersee[4], Tagebau Dillich, Tagebau Schneppenhain
- westlich von Kassel, im Habichtswald
  - am Brasselsberg (Zeche Marie)
  - (verschiedene kleine Zechen)

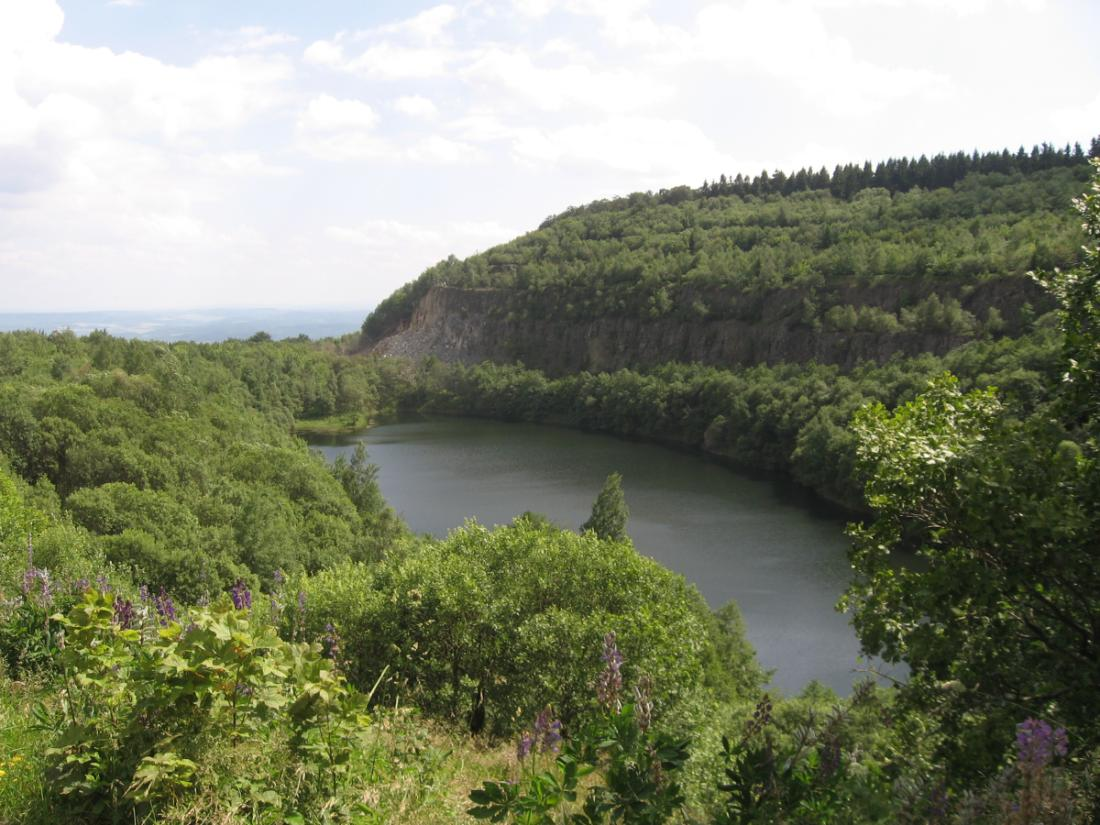
Restsee des Tagebaus Kalbe am Meißner
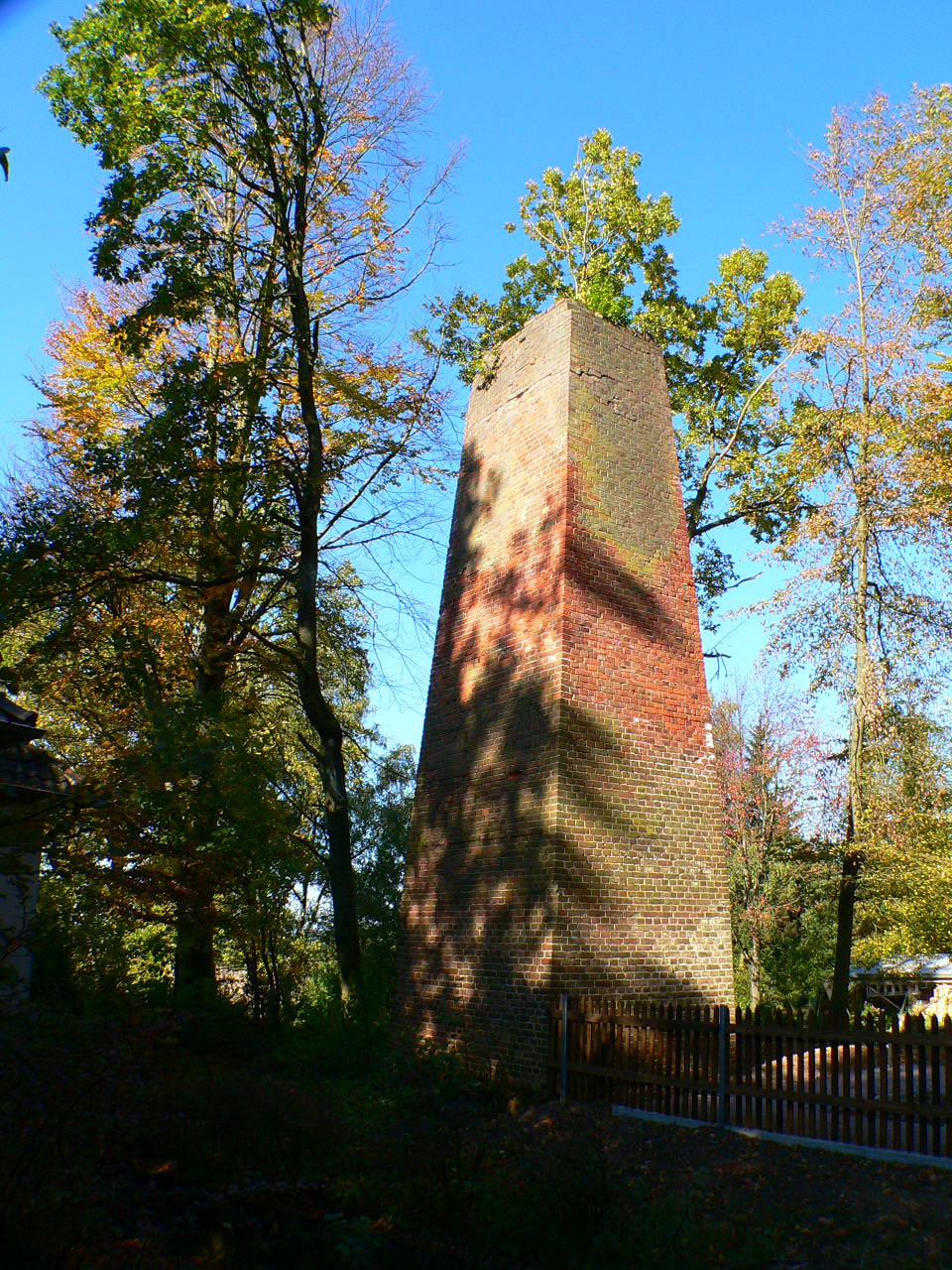
Reste eines Rüttelturms zum Sieben von Kohle am Ahlberg
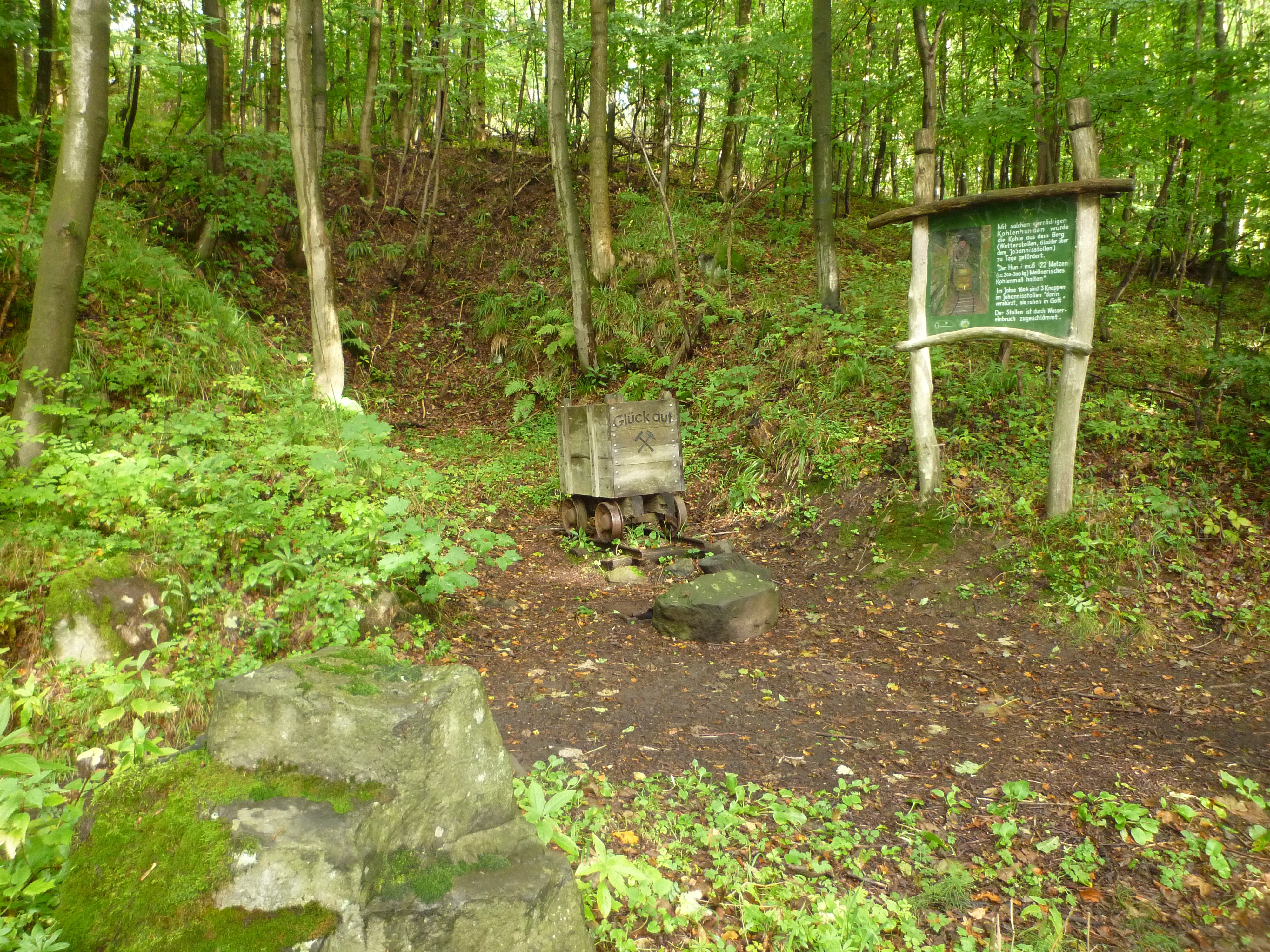
Hunt aus dem Johannisstollen am Meißner
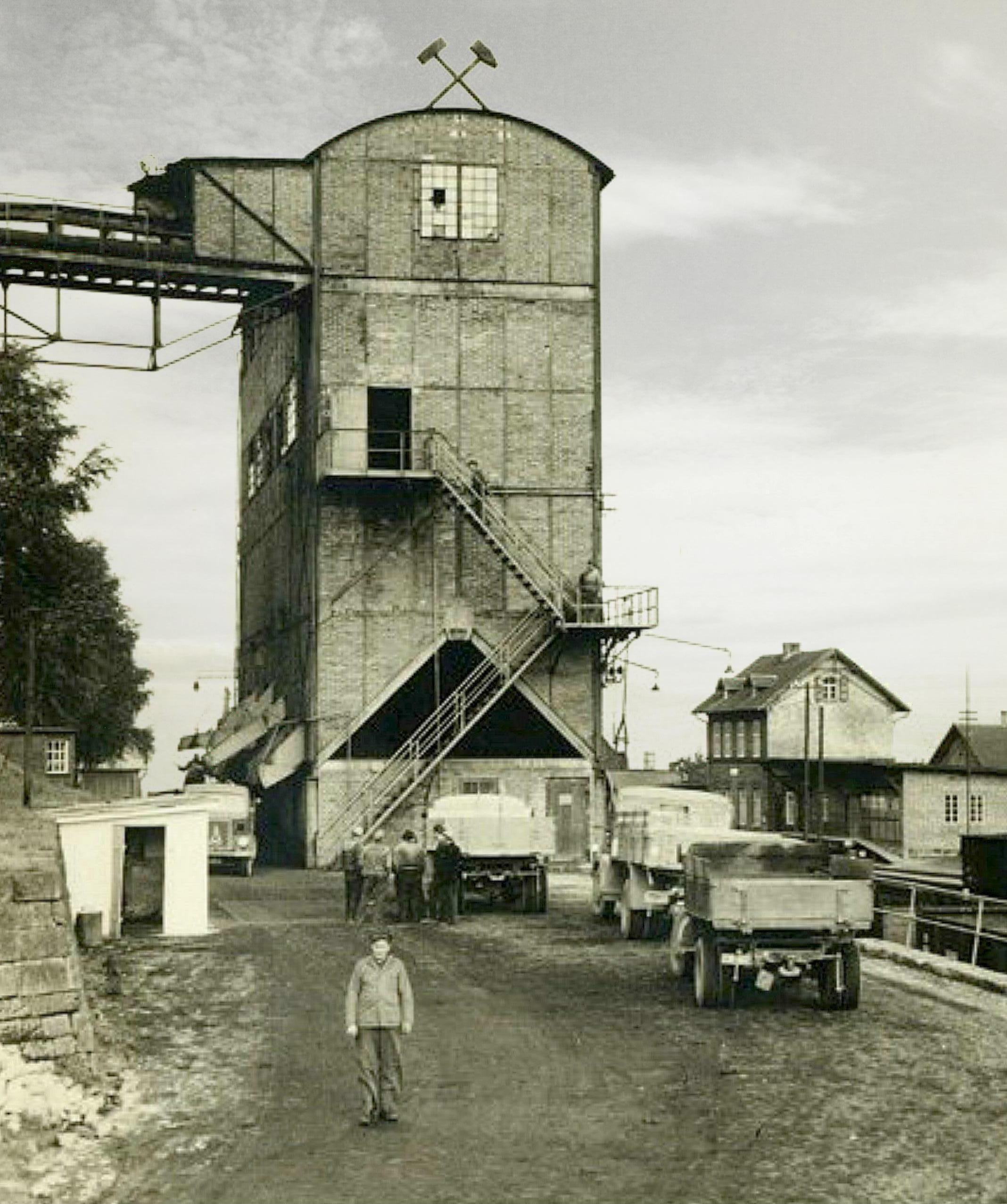
Verladestation der Zeche Faulbach in Epterode

## Sonstiges
Eine Ausstellung zur Geschichte des hessischen Braunkohlebergbaus findet sich im Hessischen Braunkohle-Bergbaumuseum in Borken (Hessen).